# 李进荣
李进荣（1975年3月17日—），湖南人，毕业于北京电影学院，中国大陆男演员，为台湾制作人简远信常用演员。

## 电视剧
- 1998《太极宗师》飾 德贝勒
- 1999《新少林寺》飾 慧法
- 1999《神捕之双燕屠龙》飾 施良
- 2000《命案十三宗》飾 胡澍
- 2000《忠勇小状元》飾 魏英杰
- 2000《告别往昔》飾 于真
- 2001《机灵小不懂》飾 乐文
- 2001《精武英雄陈真》飾 林庆祥
- 2001《桃花扇传奇》飾 李辰君
- 2001《幻影天使》飾 张达生
- 2001《厚红楼》飾 肖笑生
- 2002《步步高升》飾 李榜甲
- 2003《风云争霸》飾 韩林儿
- 2003《奔月》飾 九哥
- 2003《倚天屠龙记》飾 俞莲舟
- 2003《刺虎》飾 爱新觉罗胤禵
- 2004《王渔洋查案》飾 黄金叶
- 2004《残剑震江湖》飾 李天成
- 2004《侠胆医神》飾 叶展鹏
- 2005《南洋泪》飾 浅野忠男
- 2005《凌云壮志包青天》飾 公孙策
- 2005《案发现场》飾 彭亚飞
- 2006《盲侠金鱼飞天猪》飾 史清萍
- 2006《关中女人》飾 金保国
- 2007《关中男人》飾 许世群
- 2007《情锁》飾 吴书怀
- 2007《县令黄马褂》飾 唐敬之
- 2007《生死桥》飾 唐盛怀
- 2008《真爱诺言》飾 田丰
- 2009《战斗的青春》飾 李铁
- 2009《龙门驿站》飾 孟飞
- 2009《女人无悔》飾 潘国庆
- 2009《漕运码头》飾 陈天伦
- 2009《红官窑》飾 许强生
- 2010《卢作孚》飾 卢子英
- 2010《暖情》飾 马赛
- 2011《怪侠欧阳德》飾 彭鵬
- 2011《铁道游击队2》飾 关义
- 2012《活佛济公3》飾 孔玉麟
- 2012《谍战深海》飾 岳诚
- 2012《薛平贵与王宝钏》飾 凌霄
- 2012《胡杨女人》飾 牧仁
- 2013《新洛神》飾 曹操
- 2014《封神英雄榜》飾 杨戬
- 2014《百万新娘之爱无悔》飾 刘天祥
- 2014《剑侠(八仙前传)》飾  皇上/铁拐李
- 2015《封神英雄》飾 杨戬
- 2015《蜀山战纪之剑侠传奇》飾 诸葛驭我
- 2015《家和万事兴》飾 刘嘉诚
- 2016《真命天子》飾 刘伯温
- 2016 《忍冬艷薔薇》 飾 展雄
- 2017《通天狄仁杰》飾 阎立本
- 2019《倚天屠龍記》 飾 何太沖
- 2019《只为遇见你》 飾 趙岳
- 2020《三生三世枕上书》 飾 相里闋
- 2020《天醒之路》 飾 李遥天
- 2020《少女大人》(网络剧)飾 雲王
- 2020《旗袍美探》飾 徐任之
- 2020《万水千山风雨情》(2012年拍攝) 飾 沈若谷(客串)
- 2020《跨过鸭绿江》 飾 喬冠華
- 2021《乌鸦小姐与蜥蜴先生》(网络剧)飾 姜广达
- 2021《飞鸟集》 飾 戴總
- 2021《花好月又圆》(网络剧)飾 梅將軍
- 2022《嫣语赋》(网络剧)飾 秋宜
- 2022《张卫国的夏天》飾 温志远
- 2022《超时空罗曼史》(网络剧)飾 金爸
- 2022《云中谁寄锦书来》(网络剧)飾 皇上
- 2022《时光与他，恰是正好》(网络剧)飾 李父
- 2023《燕山派与百花门》(网络剧)飾 唐宗澤
- 2023《梅花红桃》飾 山下武夫
- 2023《烬相思》(网络剧)
- 2023《岁岁青莲》(2019年拍攝，网络剧)飾 賀連儲
- 2023《对你不止是喜欢》(网络剧)飾 唐海鳴
- 2024《宣武门》(2017年拍攝)饰 杨尚德
- 2024《金庸武侠世界》(网络剧)飾 丘处机
- 2024《唐朝诡事录之西行》(网络剧)飾 崔相
- 2024《柳舟记》飾 吳俊青
- 2024《四方馆》(网络剧)飾 譚林
- 2024《斗罗大陆之燃魂战》飾 劍斗罗
- 2025《国色芳华》飾 何父
- 2025《无忧渡》(网络剧)飾 段英恒
- 2025《锦绣芳华》飾 何父
- 2025《二重赋格》(网络剧)飾 孙义明
- 2025《献鱼》(网络剧)飾 阳炽

## 個人生活
李進榮與前妻唐泳恩於2000年結婚，同年產下長子，李樹柏。2003年兩人離婚。2007年，李進榮與小6歲的女友同居，2009年唐菲盈產下一子，李睿晨。2011年產下長女，李思影。2015年兩人到美國註冊結婚。2016年唐菲盈再度產下三子，李嘉恩。